# Токио (группа, Украина)
«То́кио» — украинская рок-группа, образована в 2002 году.

## История
Группа Tokio образовалась в 2002 году, а в 2006 году заявила о себе широкой аудитории зрителей и слушателей. Группа Tokio организована в 2002 году Ильёй Язовым (также придумавшим название для коллектива), Ярославом Малым и Демьяном Курченко. Затем к коллективу присоединился гитарист группы "Оле Лукое Москва (OLM)" Максим Богоявленский. Позже к коллективу присоединился барабанщик Роман Титенштейн.
До 2002 года фронтмен группы Ярослав Малый (ныне — Моше Пинхас) из Кривого Рога успел поучаствовать в международном фестивале электронной музыки Ravedubrovski и проекте «Опасные связи», в котором он участвовал с Гошей Куценко.
Илья Язов и гитарист  группы Максим Богоявленский успели поработать в группах "Оле Лукое Москва (OLM)" и «Подводные Диверсанты». Дружба с Гошей Куценко нашла отражение присутствием актёра в клипах на песню «Я звезда» и «Москва».
Демьян Курченко (Южно-Сахалинск) примечателен актёрским прошлым. Ярослава и Демьяна познакомил кинорежиссёр Александр Шейн. На записи саундтрека для фильма Шейна «Смеситель» Ярослав встретился и с Ильёй. Чуть позже к ним присоединился Макс Богоявленский. Группа была в сборе. Не будучи сговорчивыми по натуре, участники группы всё же нашли компромисс и стали пытаться творить где-то на границе между «экстремальным попом» и «интеллектуальным электронным роком». Аппаратура и инструменты были под стать амбициям музыкантов — самые современные.
Группа выпустила 4 альбома: Tokio, Puls 200, Выбираю любовь и Magic. Второй только официальным тиражом разошёлся порядка 100 тысяч дисков.
В 2009 году группа записала песню «Догоним» (Dogonim) для компьютерной игры Need for Speed Shift и стала первой украинской группой, написавшей саундтрек к играм серии Need for Speed. Позже эта песня появилась (официальный релиз видеоролика «Догоним! Доженемо!» — 2008 год) в совместном исполнении с украинской группой Друга Ріка под названием «Догоним! Доженемо!». Данная версия не была представлена в игре, так как появилась позже релиза Need for Speed: Shift.
В 2008 году была записала совместная песня с певицей Инной Стил «Я так люблю».
В 2011 году лидер группы Ярослав Малый запустил сайд-проект МАЧЕТЕ, а также организовал целый лейбл Machete records[5], на котором пишутся все проекты музыкантов группы. В их числе: МАЧЕТЕ, музыкально-мультипликационный проект Mishka.
В 2012 году те же музыканты TOKiO в составе группы МАЧЕТЕ выпустили альбом МАЧЕТЕ. Первый трек с альбома «Нежность» собрал более 12 миллионов просмотров менее чем за 3 месяца.
В 2015 году Ярослав Малый заявил о создании проекта HAVAKUK, который рассчитан на европейского слушателя. Композиции будут исполняться на английском языке и иврите. Позже стало известно, что коллектив Малого уходит в творческий отпуск на год и не будет давать концерты. Группа приостановила свою музыкальную деятельность, но несмотря на это, песни ТОКіО часто звучат на концертах группы МАЧЕТЕ.
В 2019 году стартует проект Karmalogic c ТОКИО как часть культурно-образовательного проекта Karmalogic Алексея Ситникова, доктора психологических и экономических наук.
19 апреля 2019 года исполнили несколько своих песен на стадионе НСК «Олимпийский» перед дебатами кандидатов в президенты Украины.

## Состав
В разное время в группе играли:
- Ярослав Малый — вокал, гитара, тексты, музыка
- Илья Язов — клавишные
- Максим Богоявленский — гитара
- Демьян Курченко — бас-гитара
- Роман Титенштейн — барабаны
- Илья Шаповалов — гитара
- Александр Зингер — барабаны
- Михаил Лисов — гитара
- Поль Солонар — клавишные

## Дискография

#### Альбомы
- 2004 — Tokio
- 2006 — Puls 200
- 2009 — «Выбираю любовь»
- 2013 — «Magic»

#### Синглы
- 2013 — Я тебя люблю (DJ Smash remix)

#### Клипы
- 2004 — Москва
- 2005 — Звезда
- 2005 — Сердце
- 2006 — Если да
- 2006 — Кто я без тебя
- 2006 — Ты хочешь
- 2006 — Когда ты плачешь
- 2007 — Мы будем вместе
- 2007 — Глубина
- 2008 — Верю я
- 2008 — Догоним! Доженемо!
- 2009 — Ледокол надежда
- 2011 — Нежность
- 2011 — Для нас с тобой
- 2013 — Я тебя люблю
- 2013 — Не могу насмотреться
- 2013 — Сломанные цветы
- 2014 — Гимн Болельщиков
- 2014 — Ora